# 金代石狮
金代石狮是位中國天津市河北区北宁公园的一对石刻雕塑，雕刻年代为金承安二年（1197年）。该雕塑目前为天津市文物保护单位和天津市河北区重点文物保护单位。

## 历史
金代石狮雕造于金承安二年，在河北省内丘县出土。1915年，天津实业厅厅长兼河北博物院馆长严智怡得知“以内丘县境有金代石狮子二座，雕刻精妙，为不可得多之品。若存在县境，深恐捐坏遗失，殊非保存古物之意。拟派人赴该县搬运来津，置之博物院内，以供众人参考，并可保存美术云。”此后，河北省内丘县公署将这一对金代石狮赠予河北博物院作为陈列品，摆在博物院主楼门前。后来河北博物院搬迁，金代石狮遗落在河北博物院附近并且被埋于地下。二十世纪六七十年代，这一对金代石狮相继被挖出被摆放在北宁公园的东门前。1990年，这一对金代石狮被安置在北宁公园致远塔塔前。

## 内部链接
- 北宁公园